# أليستير آشر
أليستير آشر (بالإنجليزية: Alistair Asher)‏ (14 أكتوبر 1980 بليستر في المملكة المتحدة - ) هو لاعب كرة قدم بريطاني في مركز الدفاع. لعب مع نادي هاليفاكس تاون.

## وصلات خارجية
- أليستير آشر على موقع قاعدة بيانات كرة القدم.إي يو (الإنجليزية)